# 사랑을 빌립시다
사랑을 빌립시다는 1971년 공개된 대한민국의 영화이다.

## 배역
- 신성일
- 문희
- 허장강
- 우연정
- 이경희
- 남미리
- 이룡
- 배삼룡
- 장훈
- 이성훈
- 문주
- 지계순
- 김기범
- 임해림
- 석운아
- 이영호